# Adicción a redes sociales

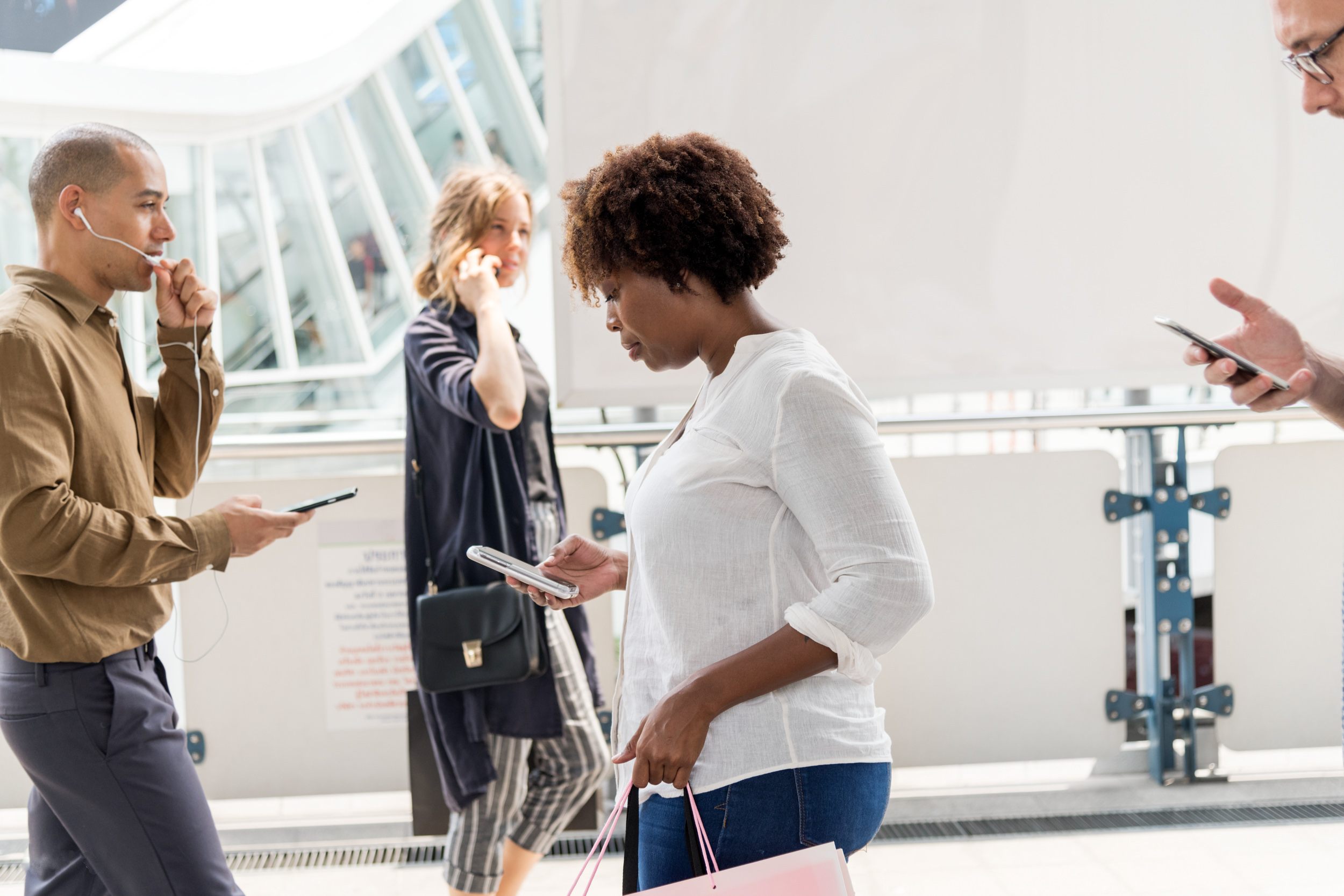
Uso problemático de las redes sociales

El uso problemático de las redes sociales, también conocido como adicción a las redes sociales, uso excesivo de las redes sociales o ciberadicción, es la dependencia psicológica o conductual a las plataformas de las redes sociales, similar la ludopatía, el trastorno de adicción a Internet y otras formas de uso excesivo de los medios digitales. En general, se define como el uso compulsivo de plataformas de redes sociales que resulta en deterioro significativo en la función de un individuo en varios aspectos de la vida durante un período prolongado. Esta y otras relaciones entre el uso de medios digitales y la salud mental se han investigado, considerablemente entre expertos en varias disciplinas, y han generado controversia en las comunidades médicas, científicas y tecnológicas. La investigación sugiere que afecta a mujeres y niñas más que a niños y hombres y que parece afectar a las personas según la plataforma de redes sociales utilizada. Dichos trastornos pueden diagnosticarse cuando una persona realiza actividades en línea a costa de cumplir con las responsabilidades diarias o perseguir otros intereses, y sin tener en cuenta las consecuencias negativas que muchas veces afectan a los niños.
El uso excesivo de las redes sociales no ha sido reconocido como un trastorno por la Organización Mundial de la Salud o el Manual Diagnóstico y Estadístico de los Trastornos Mentales (DSM-5). Sin embargo, el diagnóstico relacionado del trastorno del juego se ha incluido en la Clasificación Internacional de Enfermedades (CIE-11). Las controversias sobre el uso problemático de las redes sociales incluyen si el trastorno es una entidad clínica separada o una manifestación de trastornos psiquiátricos subyacentes. Los investigadores han abordado la cuestión desde una variedad de puntos de vista, sin definiciones universalmente estandarizadas o acordadas. Esto ha llevado a dificultades en el desarrollo de recomendaciones basadas en evidencia.
Estudios previos han demostrado que el uso excesivo de las redes sociales puede estar relacionado con problemas de salud mental, como la depresión, la ansiedad y la baja autoestima. Por ejemplo, Twenge y Campbell(2018) encontraron que los jóvenes de 14 a 17 años que pasaban más de 7 h/día frente a pantallas (frente a 1 h/día) tenían más del doble de probabilidades de haber sido diagnosticados alguna vez con depresión o ansiedad. Los usuarios frecuentes de pantallas también tenían más probabilidades de haber visto o necesitado haber sido vistos por un profesional de salud mental, y más probabilidades de haber tomado medicación por un problema psicológico en los últimos 12 meses. El uso moderado también se relacionó con un mayor riesgo de depresión y diagnóstico de ansiedad entre los jóvenes de 14 a 17 años, aunque no entre los de 11 a 13 años de edad.
Las redes sociales (RS) son un espacio virtual en el que los individuos pueden interactuar, tienen como propósito la comunicación entre ellos, el compartir opiniones, emociones, etc.
De esta forma, algunos estudios han sugerido que las redes sociales también pueden tener un impacto positivoen la salud mental de los adolescentes, al proporcionarles un sentido de conexión social y apoyo emocional. Por ejemplo, Kross(2013) señaló que “Facebook proporciona un recurso invaluable para satisfacer la necesidad humana básica de conexión social”.
La Organización Mundial de la Salud (OMS)  aún no considera a la adicción de las redes sociales como una enfermedad, pero en el año 2019 un grupo de parlamentarios de Reino Unido, en colaboración con la Royal Society for Public Health (RSPH) elaboró un informe en el cual se pide al gobierno británico considerar a la adicción a las redes sociales como una enfermedad, debido a que afecta a la salud mental de los usuarios.
Por lo que hay que tener cuidado cuando se trata de exponerlos al consumo acelerado de videos y audios pues el llamado speedwatching los está afectando de una manera importante. También puede desencadenar un trastorno conocido como síndrome del impostor, quienes lo sufren "tienen la sensación de no estar nunca a la altura; de no ser lo suficientemente buenos, competentes o capaces; de ser impostores, un fraude". Es decir, aplicado a los niños; ver cierto contenido en redes de personas que triunfan, viajan, tienen cuanto quieres les llega a condicionar haciéndoles sentir insuficientes a lo largo de su vida y sobre todo futuro. "El Pesimismo Defensivo (PD) y el Síndrome del Impostor (SI) tienen dos cosas en común: la existencia de dudas acerca de la propia habilidad, el miedo al fracaso y el mantenimiento de unas bajas expectativas de resultado, todo ello a pesar de una importante historia de éxitos", explicó en un ensayo publicado por la Asociación Española de Psicología Clínica y Psicopatología (AECP).
"No se creen merecedores de los éxitos que obtienen y les preocupa que los demás puedan descubrir en cualquier momento que no son tan inteligentes como parecen".
Y agrega: "A pesar de sus logros, los denominados impostores manifiestan importantes dudas acerca de sus habilidades y creen que éstas son continua e injustificadamente sobreestimadas por los demás". 
También es un problema cada vez más frecuente entre los niños y los más jóvenes, ya que son los primeros que en verdad han nacido con estos monstruos digitales. 
Perfil de una persona adicta a las redes sociales:
De acuerdo a Fernández las adicciones a las redes sociales se caracterizan cuando sucede lo siguiente:
- Existe un dominio entre las redes sociales y pensamientos, sentimientos y conducta.
- Utiliza mucho tiempo y esfuerzo.
- Empiezan a existir problemas en su entorno o consigo mismo o deja de atender responsabilidades en el trabajo o en sus actividades académicas.
- Niega tener problemas con su papel en relación con la actividad y ostenta de poder dejarlas.
- Registra publicaciones de poco interés al público solamente para tener la atención de ello.
- Presta mayor atención a las mismas publicaciones solamente por estar en las redes sociales la mayor parte del tiempo y supuesta mente estar actualizado.
- Pérdidas económicas y adicciones mayores al uso frecuente de las redes sociales.
- Lejanía ante familiares y amistades cercanas por la frecuencia ante el uso de las redes sociales.

Y otros muy comunes como:
- Obsesión y comportamientos arriesgados: Los jóvenes pueden volverse obsesivos con las redes sociales, pasando horas frente a las pantallas. Esto puede llevar a comportamientos arriesgados, como compartir información personal o participar en desafíos peligrosos.
- Interacción con personas desconocidas: Las redes sociales permiten la comunicación con personas de todo el mundo. Aunque esto puede ser positivo, también puede exponer a los jóvenes a contactos no deseados o incluso peligrosos.
- Problemas cognitivos, aislamiento social y conflictos familiares: El uso excesivo de las redes sociales puede afectar la concentración, la memoria y la capacidad de aprendizaje. Además, puede contribuir al aislamiento social y causar conflictos con la familia debido al tiempo dedicado a las pantallas.
- Ansiedad e inestabilidad emocional: La comparación constante con otros en las redes sociales puede generar ansiedad y afectar la autoestima. Además, la exposición a contenido negativo o violento puede tener un impacto emocional.
- Problemas de sueño: El uso nocturno de las redes sociales puede interferir con el sueño, ya que la luz azul de las pantallas afecta la producción de melatonina.
- Complejos corporales: Las imágenes idealizadas en las redes sociales pueden influir en la percepción del cuerpo de los jóvenes y provocar complejos o trastornos alimentarios.
- Ciberacoso: Las redes sociales pueden ser un terreno fértil para el ciberacoso. Los jóvenes pueden ser víctimas de insultos, amenazas o humillaciones en línea.

Posibles soluciones para la adicción de redes sociales:
- Limitar las notificaciones. Al hacer esto reducimos la tentación de mirar al teléfono cada rato a consultar las notificaciones y mensajes.
- Establece un horario para revisar tus redes. Al establecer un horario marcamos un tiempo sano de uso del teléfono y no  sobrepasarnos
- Haz un "detox" digital. Esto es algo efectivo a la hora de alejarse de las redes sociales y del teléfono.
- Elimina las apps de redes sociales de tu móvil. Al eliminar apps innecesarias reducimos el interés de estar con el teléfono.
- Aprende cómo funcionan las redes. Al tener un control sobre las redes sociales esto hace tener consciencia que los niños no deberían usar mucho el móvil, ya que estos al final son los más perjudicados.
- Si te resulta muy difícil, busca ayuda. Si ninguna de las anteriores soluciones te dan resultados lo mejor sería acudir a un centro de adicciones como Forum Montau[11]y Centro Julia Pascual.[12]
- Redescubre la vida offline. Da propiedad a las conexiones con la vida real buscando nuevas cosas que hacer con la familia o amigos.[13]

## Mecanismos de adicción
Un artículo de 2017 señalaba la "norma cultural" entre los adolescentes de estar siempre conectados o pendientes de las redes sociales, destacando que esto refleja la "necesidad de pertenencia" de los jóvenes, lo que perpetúa el síndrome FOMO ("Fear Of Missing Out",temor a perderse algo). Otras motivaciones son la búsqueda de información y la formación de la identidad, así como el voyeurismo y el ciberacoso. Para algunas personas, las redes sociales pueden convertirse en "la actividad más importante a la que se dedican". Esto puede relacionarse con la jerarquía de necesidades de Maslow, en la que las necesidades humanas básicas suelen satisfacerse a través de las redes sociales. Las expectativas de resultados positivos y el autocontrol limitado del uso de las redes sociales pueden convertirse en un uso "adictivo" de las mismas. Es más, el uso problemático de las redes sociales puede aumentar cuando se utilizan para hacer frente al estrés psicológico o a la incapacidad percibida para hacer frente a las exigencias de la vida.
La antropóloga  Natasha Dow Schüll observó paralelismo con la industria de las apuestas inherentes al diseño de varias redes sociales, con sus "bucles lúdicos o ciclos repetidos de incertidumbre, anticipación y retroalimentación" (Como ejemplo se pueden destacar las "Stories de Instagram" o el "Doom-scrolling" de TikTok) que contribuyen potencialmente al uso problemático de las redes sociales. Otro factor que facilita directamente el desarrollo de la adicción a los medios sociales es la actitud implícita hacia el dispositivo tecnológico
Mark D. Griffiths, psicólogo colegiado centrado en el campo de las adicciones conductuales, también postuló en 2014 que el uso de las redes sociales  puede satisfacer impulsos evolutivos básicos a raíz de la urbanización masiva en todo el mundo. Las necesidades psicológicas básicas de "una vida en comunidad segura y predecible que evolucionó a lo largo de millones de años" permanecen inalteradas, lo que lleva a algunos a encontrar comunidades en línea para hacer frente al nuevo modo de vida individualizado de algunas sociedades modernas.
Según Andreassen, las investigaciones empíricas, indican que la adicción a las redes sociales está condicionada por factores disposicionales (como son la personalidad, los deseos y la autoestima),aunque quedan por investigar empíricamente factores específicos de refuerzo sociocultural y conductual.
Un análisis secundario de una gran encuesta transversal inglesa de 12.866 jóvenes de 13 a 16 años publicada en Lancet descubrió que los resultados en salud mental del uso problemático de las plataformas de medios sociales pueden deberse en parte a la exposición al ciberacoso, así como al desplazamiento en la arquitectura del sueño y el ejercicio físico, especialmente en las chicas. A través del ciberacoso y la discriminación, los investigadores han descubierto que las tasas de depresión entre los adolescentes han aumentado drásticamente en los últimos años. En un estudio realizado sobre 1.464 usuarios aleatorios en Twitter, el 64% de esas personas estaban deprimidas, mientras que la mayoría de los usuarios deprimidos tenían entre 11 y 20 años. El estudio se asoció con una falta de confianza debido al estigma de los que estaban deprimidos. Del 64% que estaban deprimidos, más del 90% de ellos tenían muy pocas imágenes de perfil y medios compartidos. Además, el estudio también encontró una fuerte correlación entre el sexo femenino y la expresión de la depresión, concluyendo que la proporción mujer-hombre es de 2:1 para el trastorno depresivo mayor.

## Adicción en adolescentes
Numerosos estudios de prestigiosas instituciones, como el publicado en Journal of  Adolescence, que incluyo a 476 adolescentes, han encontraron que aquellos que pasaban más tiempo en las redes tenían una peor calidad del sueño, mayores niveles de ansiedad y depresión, y una menor autoestima.
Además, la comparación social y la búsqueda de validación a través de las redes sociales pueden contribuir a un mayor estrés psicológico entre los adolescentes. Otro estudio, realizado por Sherlock y Wagstaff (2019), encontró que un mayor uso de Instagram, está relacionado con síntomas de depresión, baja autoestima, ansiedad e insatisfacción corporal.
En líneas generales, los/as adolescentes no tienen una percepción  real acerca de los riesgos a los que están expuestos, además sobreestiman su capacidad de control en las redes sociales e Internet en general.
Hay investigaciones que confirman que el uso de redes sociales tiene un impacto significativo en el rendimiento académico y en el bienestar emocional de los adolescentes, especialmente los estudiantes. El exceso de tiempo en plataformas, como TikTok o Instagram, suele provocar distracción, disminución de la concentración y aumento de la ansiedad, afectando tanto su desempeño escolar como su equilibrio emocional.
La adicción a las redes sociales se ha convertido en un fenómeno creciente en la sociedad contemporánea, afectando significativamente la salud mental de los usuarios. Según un estudio realizado por Keles et al. (2020), el uso excesivo de plataformas como Instagram y Facebook está asociado con un aumento en los niveles de ansiedad y depresión, especialmente entre los jóvenes. La constante comparación social que fomentan estas plataformas puede llevar a una disminución de la autoestima, generando sentimientos de inadecuación y aislamiento (Twenge, 2019).
Además, el uso compulsivo de redes sociales puede interferir con las actividades diarias y las relaciones interpersonales. Un informe de la American Psychological Association (2021) sugiere que pasar más de tres horas al día en redes sociales se relaciona con un mayor riesgo de problemas de salud mental. La búsqueda constante de validación a través de "me gusta" y comentarios puede crear una dependencia emocional que afecta el bienestar general.
Por último, es importante destacar que la adicción a las redes sociales no solo impacta a individuos, sino que también tiene repercusiones en la dinámica social. Como señala el psicólogo Cal Newport (2020), "las redes sociales no son solo herramientas; son sistemas diseñados para captar nuestra atención y, en muchos casos, perjudican nuestras relaciones y nuestra salud mental".
Citas:
Keles, B., McCrae, N., & Grealish, A. (2020). "A systematic review: the impact of social media on body image and eating disorders in adolescents."
Twenge, J. M. (2019). "iGen: Why Today's Super-Connected Kids Are Growing Up Less Rebellious, More Tolerant, Less Happy—And Completely Unprepared for Adulthood."
American Psychological Association (2021). "Social Media Use and Mental Health."
Newport, C. (2020). "Digital Minimalism: Choosing a Focused Life in a Noisy World."
Estudios recientes indican que el uso intensivo de redes sociales está relacionado con mayores niveles de ansiedad, depresión y baja autoestima. Según la Organización Mundial de la Salud (OMS), "la exposición constante a contenidos que promueven estándares de vida irreales puede contribuir a sentimientos de insuficiencia y aislamiento" (OMS, 2022).
Por su parte, un estudio de la Universidad de Harvard destaca que "cada 'me gusta' o comentario activa centros de recompensa en el cerebro similares a los que se activan con sustancias adictivas" (Harvard Health Publishing, 2023). Este tipo de estímulo refuerza la necesidad de aprobación externa y puede llevar a una dependencia emocional de las plataformas.
Se ha observado que los estudiantes que utilizan redes sociales mientras estudian tienen una menor retención de información y reducen su tiempo de atención. Sin embargo, plataformas como YouTube y Twitter han demostrado ser herramientas educativas útiles cuando se utilizan adecuadamente.